# Elecciones generales de Liechtenstein de 1989

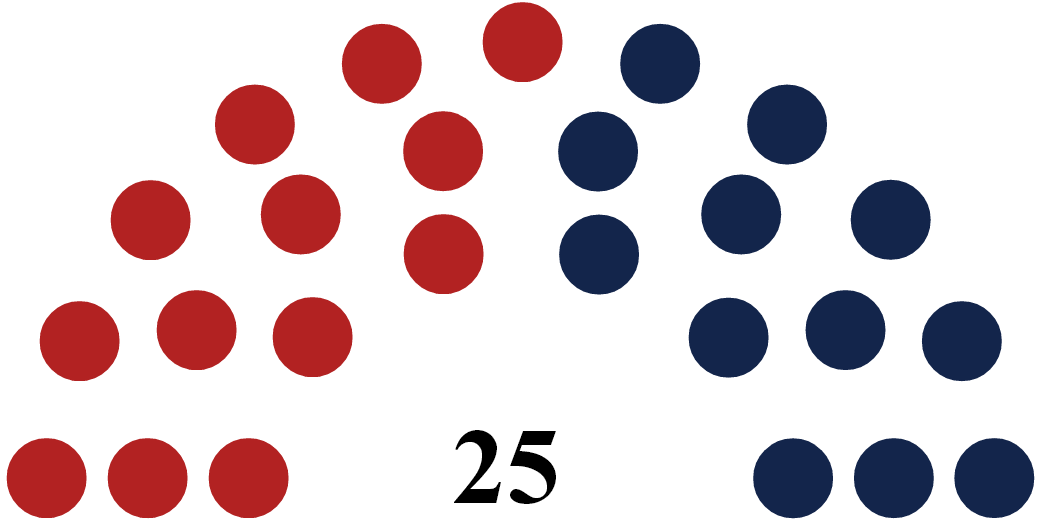
Conformación del Parlamento

Las elecciones generales de Liechtenstein fueron realizadas entre el 3 y el 5 de marzo de 1989. El resultado fue la victoria de la Unión Patriótica, el cual obtuvo 13 de los 25 escaños en el Landtag, el cual se había ampliado en 10 escaños, en comparación con las elecciones generales de 1986. La participación electoral fue de un 90.88%. Esta fue la primera y última elección en la que participó la Lista Sin Partido, una agrupación política que intentaba impedir de que tanto el VU como el FBP formaran una mayoría en el parlamento.

## Resultados
| Partido                    | Votos  | %    | Escaños | +/–   |
| -------------------------- | ------ | ---- | ------- | ----- |
| Unión Patriótica           | 75.417 | 47.2 | 13      | +5    |
| Partido Cívico Progresista | 67.382 | 42.1 | 12      | +5    |
| Lista Libre                | 12.090 | 7.6  | 0       | 0     |
| Lista Sin Partido          | 5.061  | 3.2  | 0       | Nuevo |
| Votos en blanco/nulos      | 137    | –    | –       | –     |
| Total                      | 12,082 | 100  | 25      | +10   |
| Participación electoral    | 13.307 | 90.8 | –       | –     |
| Fuente: Nohlen & Stöver    |        |      |         |       |

En el cuadro anterior, se puede presenciar que la cantidad de votos es muy inferior al total que han recibido especialmente los tres partidos mayoritarios, debido a que cada votante tiene tanto votos como escaños hay en una circunscripción, y por lo tanto, puede emitir múltiples votos.

## Otras elecciones
- Elecciones generales de Liechtenstein de 1949
- Elecciones generales de Liechtenstein de febrero de 1953
- Elecciones generales de Liechtenstein de 1989
- Elecciones generales de Liechtenstein de 2009